# 朝鮮人の人名
朝鮮人の人名は姓氏とそれに続く名前から構成され、朝鮮民主主義人民共和国（北）と大韓民国（南）の両方の朝鮮民族によって使われている。朝鮮語では「이름（イルム、日本語の名前に相当する）」あるいは「성명（姓名、ソンミョン）」は通常、姓と個人名を共に指す。狭義ではイルムは個人名のみを指す。
本項では、大韓民国における状況を中心に、広く朝鮮民族に見られる、姓氏と名前から構成される人名のなりたちについて述べる。
現在、大韓民国には約250の姓があって、本貫が必須要素となっている。韓国の姓氏は、三国時代（4世紀から7世紀）以降に、中国から氏姓制度を借用した例が多く、高麗時代から族譜を作り、貴族階級の姓氏制度が確立され始めた。モンゴルの影響下にあった時代には、支配階層の氏族は朝鮮式の名前をモンゴル式の名前で補っていた。韓国の姓氏は、大部分が一音節で形成される姓であるが、二音節になる複姓などもある。姓氏の種類が4千を越える中国や、姓氏が10万が越える日本と比較すると、韓国では姓氏の種類が多様ではなく、金（김）氏、李（이）氏、朴（박）氏の人々は、人口の44.9%を占めており、特定の姓氏が占める人口比重が非常に大きい。

大韓民国では5人に1人は金氏である（大韓民国統計庁 (KNSO), 2000）。
金（김）氏
李（이）氏
朴（박）氏
崔（최）氏
鄭（정）氏
その他

ミドルネームは持たない。多くの朝鮮人男性は行列字音節と個人を区別する音節から作られる個人名を持つが、この慣習はより若い世代では減少している。行列字音節は、北朝鮮では兄弟で、韓国では一族の同世代の全ての男性によって共有される。結婚した男性と女性は通常結婚前の姓名を維持し、子供は父親の姓を受け継ぐ。

## 姓

上段と下段はどちらも朝鮮人の名前である洪吉童（日本における山田太郎のような名前）を示す。上段はハングルで、下段は漢字で書かれている。どちらの例でも姓の「洪」は黄色で書かれている。

朝鮮人の姓の多くは中国風の漢姓であり、中国人（漢人）と共通する姓がほとんどであるが、中には朝鮮独自のものと思われるような姓もいくつかある。2000年時点では300より少ない（約280）種類の漢字の姓が使われており、金（김）氏、李（이）氏、朴（박）氏の3種類で人口の半分近くを占める。様々な理由から、朝鮮の姓の数は増加している。それぞれの姓はその発祥都市ごとに本貫に分かれるが、単一の本貫からなる姓もある。例えば、最大の本貫は金海市が発祥の金氏である金海金氏である。本貫はさらにより近い共通祖先に由来する様々な「派」（파、パ）に分かれる。例えば、慶州李氏と延安李氏は厳密に言えば、どちらもほとんどの場所で単に「李」と呼ばれるにもかかわらず、完全に別の姓である。これは、同じ本貫の人物は同じ血統であると見なされることを意味し、そのため同じ姓かつ同じ「本貫」同士の男女の結婚は、実際の血筋がどれほど離れているかにかかわらず、今日でも強い禁忌と見なされている。
伝統的に、朝鮮の女性は結婚後も自身の姓を保つが、子供は父親の姓を受け継ぐ。近代以前の父権的朝鮮社会では、人々は一族の価値と自身の一族のアイデンティティを非常に意識していた。朝鮮の女性は、姓は自身の親や先祖から受け継いだものであり変えることはできないという伝統的な理由に基づいて結婚後も姓を保つ。伝統によれば、それぞれの本貫は30年毎に族譜を編纂する。
朝鮮には二音節からなる姓が10程度存在し、その全てが人数では100位以下である。上位5つの姓を合わせると朝鮮の人口の半分を超え、韓国では20万人を超える。

### 姓氏の導入
韓国で姓氏が使われ始めた正確な時期は分からないが、漢字など中国の文物が輸入された時期に一緒に導入されたものと推定される。 氏族社会とその集団を統治する支配階級が発生することによって、姓氏は他の氏族や被支配階級と区別する目的で、すなわち政治的身分を現わす標識として書き記されることになった。
『三国史記』と『三国遺事』によれば、高句麗の始祖東明聖王（朱蒙）は、国号の高句麗から取って、姓を高（고）氏とし、配下の忠臣たちにも、克 (극）氏、仲室（중실）氏、小室（소실氏などの姓を下賜したと記録されている。百済には司馬（사마）氏、首弥（수미）氏、祖弥（조미）氏、古爾（고이）氏、木刕（목협）氏などの姓を持つ人物が記録されており、王が下賜した百済の八族姓である沙（사）、燕（연）、刕（협）、解（해）、真（진）、国（국）、木（목）、苩（백）などは百済の権門勢族を代表する姓だった。 百済の始祖である温祚王は夫余から南下したと称して夫余（부여）氏を称した。 後代の百済王たちの中には、夫余を縮めて余（여）という姓を使うこともあった。 また優（우）という姓をもった百済王もいた。『三国史記』などに記録された百済開国の功臣たちの中には馬黎（마려）らがいるが、現代の馬（마）氏は馬黎を始祖としている。
新羅では（王統を成す）朴・昔（석）・金の三つの姓がそれぞれの始祖説話を伝えており、儒理王（儒理尼師今）6年（29年）には六部村長にそれぞれ李・崔（최）・鄭（정）・孫（손）・裵（배）・薛（설）などの姓を下賜したとされる。しかし、当時、そういう姓が実際に使われたのかどうかは明確でなく、『北斉書』には、565年に新羅の真興王が金真興として歴史書に初めて登場したが、これは金氏姓を最初に使い始めた新羅の人物としての記録とされている。
新羅が三国を統一して以降も、多くの民には姓がなかった。 南北国時代（統一新羅と渤海の並立時代）、新羅では王族を除いては崔致遠や張保皐など、中国との交流が頻繁な階層の人々がいち早く姓を作って使い始めたと推定されている。もともと南部沿岸の莞島の賎民出身である張保皐は弓福（궁복）という名前だけを持っていた。 彼は唐に渡って官職の道に上り、当時、唐の大姓のひとつであった張氏の姓を取り、名前も中国式に変えた。 渤海では大祚栄が大（대）姓を使い始め、現代の大氏と太（태）氏は大祚栄を始祖としている。

### 姓氏の定着
総じて、三国時代の名前は、ほとんどが固有語を漢字の当て字で表記したもので、今日の3音節の姓名とは明確な違いを見せていたし、南北国時代まではごく少数の特定階層を除いては姓がなかった。 さらに、貴族の家系だった高麗の太祖王建も、初めから王氏だったわけではなく、姓はなかったものと推測される。『高麗史』をはじめ、他のどの資料にも、高麗太祖の先祖たちがどんな姓を持っていたのかに関する記録はない。 むしろ、以前の世代は姓を持っていなかったものとみられる。王建自身の場合も、もともと王建という名前を使っていたというより、本来は姓もなく、名前も違っていたが、高麗の開国と共に「王（왕）」姓を使い始めたのであろう。 また、道詵の予言を踏まえて、姓を「王」、名を「建」としたと見るのが妥当であろう。
『高麗史節要』や『編年通録（편년통록）』などによれば、王建の祖父である王帝建は、唐の粛宗（在位：756年 - 762年）の子と称していた。『高麗史』によれば、忠宣王が即位前に王子として元に滞在していたとき、彼と交際していた元のある翰林学士が、忠宣王に次のように質問をした。「聞いたところ、あなたの先祖は唐粛宗から生まれたというが、どこに根拠があって出てきた話なのか? 事実、粛宗は幼いころから一度も宮殿の外に出て行ったことがなかったという。そして安禄山の乱の時に、霊武で即位したが、いつ余暇があって、あなたの国である高麗へ行き、子供までもうけてきたということなのか?」これに対して、『編年綱目』の著者、閔漬（민지）が代わりに「それは間違って使われたものです。実際には、粛宗ではなく宣宗でした」と回答した。
李斉賢は、王帝建（王建の祖父）、王龍建（王建の父、別名王隆）、王建自身までの3代が、名に「建（건）」の字を入れていたことは、新羅時代の敬意表現であった「干（간）」を名の下に付けて呼んでいたものが、漢文で表記する過程で転訛して伝わり「建」に変わったのだと説いた。李斉賢が、王建の姓名について批判的に論じたことは、彼が高麗王室の系譜を信じていないということを示している。
しかし、祖父の王帝建、父の王龍建、その子である太祖が王建と、「建」が共通して入っていることを見て、西洋の貴族が息子の名前を父や祖父と同名にして「2世」、「3世」などの呼称を付けるのと類似した、または、父称ないし姓氏の概念と似た何かがあったのではないかと推測されることもある。 いずれにせよ、高麗初期のしばらくの間は、姓名の使用は最上層階級に限定されていたし、貴族階級でも姓を持たない人物は多かった。参考までに、「王建」は「王を建てる」といった漢字とは関係なく、当時の純然たる朝鮮語、すなわち中世朝鮮語では、いくつもの意味を持った単語である可能性もあり、この言葉は漢字でそれぞれ王を表記して姓、建てると書いて名を作ったことだとすれば、韓国の王氏は、中国の王氏とは漢字は同じだが、関連は全くない姓である。

## 個人名
下の名前（個人名）は一般的に2文字からなる。伝統的に、うちの1字は中国由来の慣習である行列名によって決められる。個人名の2つの文字の内の1つは個人に固有のものであるのに対して、もう一方は一族の同じ世代の全ての人々によって共有される。北と南のどちらにおいても、行列名は従兄弟同士ではもはや共有されないが、兄弟姉妹同士では今でも共有される。1文字の名前もあるが、少ないから特別にウェ字（외자）名と呼ばれる。李王家（避諱による影響を小さくするため）や許姓の各本貫など、ウェ字名を慣例化した氏族もある。また、特に過去のソンビは基本的に「名（諱）・字・号（雅号）」という3つの名前を持つ。出生時につけられる「名」と成人式以降に与えられる「字」に加え、自身の理念や思考に基づいて自分がつけた「号」が文人の間で広く使われる。現在の韓国でも歴史上の有名人は号を人名の前につけて「茶山丁若鏞」「栗谷李珥」というふうに言及され、「申師任堂」のようにもっぱら号で呼ばれる人物もいる。
個人名は典型的に漢字から構成される。北朝鮮では、姓名の表記にもはや漢字は使用されていないが、その意味は今でも理解されている。例えば、「철」（チョル、鐵）という音節は男児の名前に使われ、「鉄」を意味する。
韓国では、「家族関係の登録等に関する法律」の第37項で、個人名における漢字は決められた表（漢文教育用基礎漢字、人名用追加漢字表、人名用漢字許容字体表）から取ることと定められている。認可されていない漢字は家族関係登録簿においてハングルで表わされなければならない。1991年3月、韓国大法院は、「人名用漢字表」を発表した。この表には新しく付けられる韓国の個人名で許される総計2,854の漢字が含まれていた。この表は、1994年、1997年、2001年、2005年、2007年に拡張された。現在は、5,151の漢字（61の異体字）が許可されている。2015年1月1日の家族関係の登録等に関する規則の改正により、漢文教育用基礎漢字1,800文字、人名用追加漢字表6,044文字、人名用漢字許容字体表298文字の合計8,142文字（漢文教育用基礎漢字から変遷から人名用追加漢字に追加されたとみなされる59字と重複排除1文字を考慮すると8,200文字）となった。
伝統的な命名慣習は今でも大部分守られているものの、1970年代末以降、一部の親は子供の名前に、大抵二音節から成る朝鮮の固有語を与えている。この種の名前で人気のあるものには、「ハヌル（하늘、空）」、「アルム（아름、美）」、「イスル（이슬、露）」、「スルギ（슬기、知恵）」がある。伝統的慣習に反したこの傾向にもかかわらず、人名は公的文書や家系図などには今でもハングルと（ある場合は）漢字の両方で記録される。
元々、韓国における名前の長さに法的制限はなかった。その結果、ある親は朝鮮の固有語から成る極めて長い個人名（例えば16音節からなる「ハヌルビョルニムグルムヘンニムボダサランスロウリ（하늘별님구름햇님보다사랑스러우리、空、星、雲、太陽より愛らしからん）を登録した。しかしながら、1993年に施行された新たな登録制度では、個人名は五音節以下でなければならないとされている。

### 新生児の名前の統計
2015年までに大法院が調査をした結果である。漢字は不問。
| 順位 | 1940年代 | 1940年代   | 1950年代 | 1950年代   | 1960年代 | 1960年代   | 1970年代 | 1970年代   | 1980年代 | 1980年代   | 1990年代 | 1990年代   | 2000年代 | 2000年代   | 2010年代 | 2010年代   |
| 順位 | 韓       | カナ       | 韓       | カナ       | 韓       | カナ       | 韓       | カナ       | 韓       | カナ       | 韓       | カナ       | 韓       | カナ       | 韓       | カナ       |
| ---- | -------- | ---------- | -------- | ---------- | -------- | ---------- | -------- | ---------- | -------- | ---------- | -------- | ---------- | -------- | ---------- | -------- | ---------- |
| 1    | 영수     | ヨンス     | 영수     | ヨンス     | 영수     | ヨンス     | 정훈     | チョンフン | 지훈     | チフン     | 지훈     | チフン     | 민준     | ミンジュン | 민준     | ミンジュン |
| 2    | 영호     | ヨンホ     | 영철     | ヨンチョル | 성호     | ソンホ     | 성호     | ソンホ     | 정훈     | チョンフン | 동현     | トンヒョン | 현우     | ヒョヌ     | 서준     | ソジュン   |
| 3    | 영식     | ヨンシク   | 영호     | ヨンホ     | 영호     | ヨンホ     | 성훈     | ソンフン   | 성민     | ソンミン   | 현우     | ヒョヌ     | 지훈     | チフン     | 예준     | イェジュン |
| 4    | 영길     | ヨンギル   | 영식     | ヨンシク   | 영철     | ヨンチョル | 성진     | ソンジン   | 성훈     | ソンフン   | 성민     | ソンミン   | 동현     | トンヒョン | 주원     | チュウォン |
| 5    | 정웅     | チョンウン | 성수     | ソンス     | 정호     | チョンホ   | 상훈     | サンフン   | 준호     | チュノ     | 민수     | ミンス     | 민재     | ミンジェ   | 도윤     | トユン     |

| 順位 | 1940年代 | 1940年代   | 1950年代 | 1950年代   | 1960年代 | 1960年代   | 1970年代 | 1970年代   | 1980年代 | 1980年代   | 1990年代 | 1990年代 | 2000年代 | 2000年代 | 2010年代 | 2010年代 |
| 順位 | 韓       | カナ       | 韓       | カナ       | 韓       | カナ       | 韓       | カナ       | 韓       | カナ       | 韓       | カナ     | 韓       | カナ     | 韓       | カナ     |
| ---- | -------- | ---------- | -------- | ---------- | -------- | ---------- | -------- | ---------- | -------- | ---------- | -------- | -------- | -------- | -------- | -------- | -------- |
| 1    | 영자     | ヨンジャ   | 영숙     | ヨンスク   | 미숙     | ミスク     | 은주     | ウンジュ   | 지혜     | チヘ       | 유진     | ユジン   | 유진     | ユジン   | 서연     | ソヨン   |
| 2    | 정자     | チョンジャ | 정숙     | チョンスク | 미경     | ミギョン   | 은정     | ウンジョン | 지영     | チヨン     | 민지     | ミンジ   | 서연     | ソヨン   | 서윤     | ソユン   |
| 3    | 순자     | スンジャ   | 순자     | スンジャ   | 영숙     | ヨンスク   | 미경     | ミギョン   | 혜진     | ヘジン     | 지은     | チウン   | 수빈     | スビン   | 서현     | ソヒョン |
| 4    | 춘자     | チュンジャ | 영희     | ヨンヒ     | 경숙     | キョンスク | 은영     | ウニョン   | 은정     | ウンジョン | 지혜     | チヘ     | 민지     | ミンジ   | 지우     | チウ     |
| 5    | 정순     | チョンスン | 영자     | ヨンジャ   | 정숙     | チョンスク | 미영     | ミヨン     | 수진     | スジン     | 지현     | チヒョン | 지원     | チウォン | 민서     | ミンソ   |

## 姓と氏の違い
姓は、出生の血統を表す集団の呼称である。漢字の意味を説いた中国最初の辞典である『説文解字』によれば、「姓は人之所生也」（「姓は人の生まれるところなり」）と、血統を表す標識であると記されていた。韓国で姓は、父系血統の標識で書かれ、子は父親の姓に従い、一生変わることがなかった。これに対して、氏は同一血統の人々が各地に分散しているときに、各地域ごとにまとまった一派を表示するための標識であった。つまり、血脈でなく土地と関連している概念で、韓国の本貫と似ている。韓国の姓は本貫を必須要素にして、それぞれの姓ごとに、複数の本貫があって、姓が同じでも本貫が違えば同族とは見なさないのが一般的である。

## 「名前」の語源
「名前」を意味する「이름（イルム）」という単語は「達する」という動詞の名詞形として、中世朝鮮語では「일홈」とか「일훔」などと表記され、さらにそれより前には、「니르（ニル）」とか「니름（ニルム）」といった発音だったと推定される。狭義では姓の後についた個人名 (personal name) だけを指し、広義では姓を含んで人や事物を呼んだり示すすべての名称を名前（イルム）という。

## 用法

### 呼び掛け方
姓名の用法は、伝統的朝鮮社会における厳格な規範に基づいている。朝鮮の文化では他人を個人名で呼ぶのは無礼であると一般的に考えられている。これは、大人や年上の人と話す時に特に顕著である。もし相手が自分と同学年であれば、個人名で呼ぶことは許容される。しかしながら、もし相手が自分よりわずか1歳でも年上であれば、無礼とされる。
似た社会的地位の大人同士で相手を姓名の後に「シ」（씨、氏）を付けて呼ぶことは許容される。しかしながら、「氏」を付けたとしても、相手を姓のみで呼ぶことは不適切である。人物が公的な地位にある時は常に、その人物は、通常その地位の名前（社長、部長）で呼ばれ、しばしば敬称の「ニム」（님、様）が付く。こういった場合、人物の姓名を添えることもできるが、これは話し掛ける人物がその相手よりも高い地位にあるという意味が含まれる。
子供や親しい友人の間では、個人名で呼び合うの普通である。

### 伝統的愛称
子どもの死亡率が高かった庶民の間では、死の使いに気付かれることなく長生きすることを願って、子供にはしばしば幼名（아명、兒名 ）が与えられた。これらの愛称はしばしば侮蔑的な名前や汚い名前が付けられたが、美しい名前や宝物のような名前をつけると真っ先にあの世に連れ去られてしまうので、無事に大人になることを願って悪霊も避けるような名前をつけたものであり、今日では子供にはあまり使われない。
結婚すると、女性は大抵は幼名を失い、出身の町を示す「テッコ」（택호、宅号）によって呼ばれた。
加えて、テクノニミー（Teknonymy、親を彼らの子供の名前で呼ぶこと）もよく行われている。この習慣は最も一般的には、母親を彼女の長男の名前で呼んで使われる（例えば、チョルスオンマ〔철수 엄마、チョルスのお母さん〕）。しかしながら、この習慣は場合によって、どちらの親にもどの子供にも拡大され得る。

### 朝鮮名と性別
朝鮮の歴史は、李氏朝鮮時代の1392年に主に導入された儒教原理に強固な基礎を持つ。この原理は家族が社会の基礎単位であるとする。このように家族に重きを置くことは、男性を上位とする家父長制家族構造内に置かれる。伝統的に、男性が女性よりも優位に立ち、年長者が若者よりも優位に立つ。男性は野心的で、向上心があり、強く、現実的で、自律的であると描写される。女性は野心的でなく、向上心もないと（観念的に）見られ、感情的で空想的であるとされる。
朝鮮社会は厳しい性的分離、性道徳の二重基準によって特徴付けられる。これは、父権的かつ父系的伝統が性への階層的考えを強化したためである。その結果、結婚した女性は、女性が家庭生活の世界だけに閉じ込められることを示す「アンサラム（안사람、内の人）」、あるいは「チプサラム（집사람、家の人）」と呼ばれた。
伝統的には、妻は結婚前の姓を保つのが非常に一般的である。しかしながら、子供は父親の姓を取らなければならなかった。しかし、2008年1月1日に施行された韓国の改正民法によって、子供はどちらの親（あるいは継親）の姓でも名乗ることができるようになった。